# Musica di Kingdom Hearts

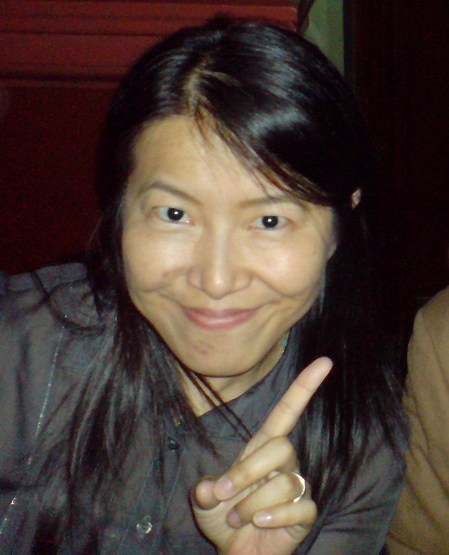
Yōko Shimomura ha composto e arrangiato la stragrande maggioranza della colonna sonora della serie, che consiste di suoi lavori originali arrangiamenti di canzoni Disney

La musica della serie di videogiochi Kingdom Hearts è stata composta da Yōko Shimomura con musica orchestrale arrangiata da Kaoru Wada. Le colonne sonore originali dei giochi sono state pubblicate su tre album e una quarta compilation. Le colonne sonore dei giochi di Kingdom Hearts includono diversi brani musicali tratti da cartoni e film Disney quali "Mickey Mouse Club March" di Jimmie Dodd e "This Is Halloween" di Danny Elfman; sono presenti inoltre alcune tracce dai giochi Square Enix come "One-Winged Angel" di Nobuo Uematsu da Final Fantasy VII. Nella colonna sonora vi sono anche diverse canzoni vere e proprie: tra tutte spiccano le quattro sigle principali "Hikari", "Passion", "Chikai" e "Face My Fears", scritte ed eseguite dalla pop star nippo-americana Utada Hikaru e le quali hanno anche una versione in inglese intitolata rispettivamente "Simple and Clean", "Sanctuary" e "Don't Think Twice", presenti nelle edizioni internazionali dei giochi.
Sebbene la maggior parte degli album siano stati pubblicati solo in Giappone, la prima colonna sonora è stata rilasciata in tutto il mondo e le tracce della serie Kingdom Hearts sono state presenti ai Video Games Live in più sedi. La musica è stata nel complesso accolta favorevolmente e diversi brani hanno ricevuto elogi particolari. I due temi principali sono stati ben accolti sia dai videogiocatori sia dai critici musicali e hanno ottenuto buoni risultati nella classifica giapponese Oricon Weekly Singles.

## Kingdom Hearts Original Soundtrack
Kingdom Hearts Original Soundtrack è la colonna sonora ufficiale del primo capitolo della serie. È stata messa in vendita per la prima volta in Giappone il 25 marzo del 2002 dalla Toshiba-EMI, poi è uscita in Europa il 25 novembre dello stesso anno, mentre negli USA è uscita solo il 23 marzo del 2003, prodotta dalla Virgin Records. La raccolta comprende due CD composti dalle musiche del videogioco più due brani bonus. I pezzi sono realizzati da Yōko Shimomura, con la voce di Utada Hikaru per il brano portante "Simple and Clean" (presente anche sia nella versione remissata da PLANITb che in quella per orchestra) e "Hikari" nella versione giapponese. Le tracce per orchestra sono state arrangiate da Kaoru Wada ed eseguite dalla New Japan Philharmonic Orchestra. Le tracce non composte da Yōko Shimomura hanno i loro originali autori riportati di fianco.

### Disco 1
1. Dearly Beloved – 1:13
2. Hikari -KINGDOM Orchestra Instrumental Version- (di Utada Hikaru, arrangiamento di Kaoru Wada) – 3:42
3. Hikari -PLANITb Remix- (Short Edit)/Simple and Clean -PLANITb Remix- (Short Edit) (di Utada Hikaru) – 2:31
4. Dive into the Heart -Destati- – 4:57
5. Destiny Islands – 1:49
6. Bustin' Up on the Beach – 2:01
7. Mickey Mouse Club March (di Jimmie Dodd) – 1:02
8. Treasured Memories – 1:45
9. Strange Whispers – 0:55
10. Kairi I – 1:19
11. It Began with a Letter – 1:32
12. A Walk in Andante – 1:18
13. Night of Fate – 2:06
14. Destiny's Force – 2:50
15. Where Is This? – 1:42
16. Traverse Town – 1:21
17. The Heartless Has Come – 0:55
18. Shrouding Dark Cloud – 2:15
19. Blast Away! -Gummi Ship I- – 1:50
20. Tricksy Clock – 0:38
21. Welcome to Wonderland – 1:53
22. To Our Surprise – 2:14
23. Turning the Key – 0:16
24. Olympus Coliseum – 2:08
25. Road to a Hero – 1:30
26. Go for It! – 2:05
27. No Time to Think – 0:33
28. Deep Jungle – 3:00
29. Having a Wild Time – 2:25
30. Holy Bananas! – 2:16
31. Squirming Evil – 1:54
32. Hand in Hand – 2:26
33. Kairi II – 1:02
34. Merlin's Magical House – 1:46
35. Winnie the Pooh (di Richard M. e Robert B. Sherman) – 2:28
36. Bounce-O-Rama – 1:48
37. Just an Itty Bitty Too Much – 0:40
38. Once Upon a Time – 0:21
39. Shipmeisters' Humoresque – 2:11
40. Precious Stars in the Sky – 1:08
41. Blast Away! -Gummi Ship II- – 1:51

Durata totale: 73:36

### Disco 2
nota: i brani 34 e 35 sono tracce bonus
1. A Day in Agrabah – 2:23
2. Arabian Dream – 2:04
3. Villains of a Sort – 1:32
4. A Very Small Wish – 2:16
5. Monstrous Monstro – 1:56
6. Friends in My Heart – 1:30
7. Under the Sea (musica di Alan Menken, testo di Howard Ashman) – 1:54
8. An Adventure in Atlantica – 2:03
9. A Piece of Peace – 1:00
10. An Intense Situation – 0:48
11. The Deep End – 2:14
12. This is Halloween (di Danny Elfman) – 2:22
13. Spooks of Halloween Town – 2:14
14. Oopsy-Daisy – 0:21
15. Captain Hook's Pirate Ship – 2:06
16. Pirate's Gigue – 1:45
17. Never Land Sky – 1:26
18. Kairi III – 1:35
19. Blast Away! -Gummi Ship III- – 1:51
20. Hollow Bastion – 2:26
21. Scherzo Di Notte – 1:49
22. Forze del Male – 3:38
23. HIKARI -KINGDOM HEARTS Instrumental Version- (di Utada Hikaru) – 1:10
24. Miracle – 0:16
25. End of the World – 3:14
26. Fragments of Sorrow – 2:18
27. Guardando nel Buio – 4:25
28. Beyond the Door – 1:08
29. Always on My Mind – 1:47
30. Hikari/Simple and Clean (di Utada Hikaru) – 5:03
31. March Caprice for Piano and Orchestra (arrangiamento di Kaoru Wada) – 5:13
32. Hand in Hand -Reprise- (arrangiamento di Takahito Eguchi) – 0:55
33. Dearly Beloved -Reprise- – 1:20
34. Having a Wild Time -Previous Version- – 1:11
35. Destati – 2:55

Durata totale: 72:08

## Kingdom Hearts Final Mix - Additional Tracks
In questo CD sono raccolti i brani inediti creati appositamente per Kingdom Hearts Final Mix, riedizione di Kingdom Hearts uscita solo in Giappone. Esce solo in questo paese per la prima volta il 26 dicembre 2002, prodotto dalla Walt Disney Records. La prima traccia è tratta da Final Fantasy VII ed è infatti composta da Nobuo Uematsu, autore di tutte le colonne sonore della serie di Final Fantasy.

### Tracce
1. One-Winged Angel (from FINAL FANTASY VII) (di Nobuo Uematsu) – 3:52
2. A Night on Bald Mountain (di Modest Petrovič Musorgskij) – 4:07
3. Disappeared – 3:56
4. Another Side – 2:39

## Kingdom Hearts II Original Soundtrack
I due CD che compongono la colonna sonora di Kingdom Hearts II e raccolgono tutte le musiche del videogioco. Come per il primo capitolo, tutte le tracce sono ideate da Yōko Shimomura e la canzone principale è cantata da Utada Hikaru: il brano è "Passion", chiamato "Sanctuary" nella versione internazionale. In vendita solo in Giappone dal 25 gennaio 2006.

### Disco 1
1. Dearly Beloved – 2:22
2. Passion -KINGDOM Orchestra Instrumental Version- (di Hikaru Utada, arrangiamento di Kaoru Wada) – 3:41
3. Passion ~opening version~ (di Hikaru Utada) – 4:26
4. Lazy Afternoons – 1:40
5. Sinister Sundown – 1:14
6. The Escapade – 1:17
7. Dive into the Heart -Destati- – 1:49
8. Fragments of Sorrow – 1:16
9. Tension Rising – 1:34
10. Kairi – 0:54
11. Missing You – 1:53
12. The 13th Struggle – 1:44
13. Roxas – 1:18
14. Sora – 1:29
15. The Afternoon Streets – 1:36
16. Working Together – 1:30
17. Friends in My Heart – 1:01
18. Magical Mystery – 0:52
19. A Twinkle in the Sky – 0:57
20. Reviving Hollow Bastion – 2:08
21. Scherzo Di Notte – 1:19
22. Laughter and Merriment – 1:06
23. Desire for All That is Lost – 1:26
24. Organization XIII – 1:22
25. Gearing Up – 0:58
26. Shipmeisters' Shanty – 2:00
27. Blast Off! – 0:39
28. Asteroid Attack – 1:16
29. Crossing the Finish Line – 0:41
30. Waltz of the Damned – 1:07
31. Dance of the Daring – 1:04
32. Hesitation – 1:10
33. Dance to the Death – 1:47
34. Beauty and the Beast (di Alan Menken e Howard Ashman) – 0:46
35. The Home of Dragons – 1:32
36. Fields of Honor – 1:16
37. Apprehension – 1:17
38. Vim and Vigor – 1:28
39. Cloudchasers – 1:39
40. Olympus Coliseum – 1:39
41. The Underworld – 1:23
42. What Lies Beneath – 1:29
43. Villains of a Sort – 0:53
44. Rowdy Rumble – 1:32
45. Mickey Mouse Club March (di Jimmie Dodd) – 1:15
46. A Walk in Andante – 0:55
47. Monochrome Dreams – 1:04
48. Old Friends, Old Rivals – 0:56
49. Floating In Bliss – 1:31
50. Winnie the Pooh (di Richard M. e Robert B. Sherman) – 1:38
51. Bounce-O-Rama (Speed up ver.) – 1:39

Durata totale: 74:28

### Disco 2
1. Isn't It Lovely? – 1:42
2. Let's Sing and Dance! – 0:30
3. Swim This Way – 2:21
4. Part of Your World (musica di Alan Menken, testo di Howard Ashman) – 1:47
5. Under the Sea (musica di Alan Menken, testo di Howard Ashman) – 2:05
6. Ursula's Revenge – 2:15
7. A New Day is Dawning – 2:09
8. Nights of the Cursed – 1:56
9. He's a Pirate (di Klaus Badelt, Geoff Zanelli, e Hans Zimmer) – 1:29
10. The Corrupted – 1:21
11. Hazardous Highway – 1:12
12. A Day in Agrabah – 1:51
13. Arabian Dream – 1:35
14. This is Halloween (di Danny Elfman) – 1:26
15. Spooks of Halloween Town – 1:20
16. Adventures in the Savannah – 1:49
17. Savannah Pride – 1:20
18. The Encounter – 1:49
19. Space Paranoids – 1:42
20. Byte Bashing – 1:20
21. Sinister Shadows – 1:12
22. The 13th Dilemma – 1:59
23. Showdown at Hollow Bastion – 0:48
24. One-Winged Angel (from FINAL FANTASY VII) (di Nobuo Uematsu) – 2:12
25. Battleship Bravery – 1:42
26. Sacred Moon – 2:06
27. Deep Dive – 1:38
28. Riku – 1:16
29. Courage – 0:53
30. Disappeared – 2:22
31. A Fight to the Death – 2:04
32. Darkness of the Unknown – 4:36
33. Passion ~after the battle~ (di Utada Hikaru) – 5:59
34. Fantasia alla Marcia for piano, chorus, and orchestra (arrangiamento di by Kaoru Wada) – 7:45
35. Destiny Islands – 1:10
36. Hand in Hand – 0:40
37. Sunset Horizons – 1:30
38. Dearly Beloved -Reprise- – 1:28

Durata totale: 74:19

## Kingdom Hearts Original Soundtrack Complete
Kingdom Hearts Original Soundtrack Complete è una compilation delle musiche provenienti dai tre primi capitoli della serie, ovvero Kingdom Hearts, Kingdom Hearts Re: Chain of Memories e Kingdom Hearts II. Il box contiene i brani composti da Yōko Shimomura, con l'orchestra arrangiata da Kaoru Wada. L'album comprende anche brani dalle riedizioni uscite solo in Giappone: Kingdom Hearts Final Mix e Kingdom Hearts II Final Mix. La compilation è uscita in Giappone il 28 marzo 2007.
Per ogni disco della collezione sono state stampate delle nuove illustrazioni dal disegnatore della serie, Tetsuya Nomura, con in aggiunta il commento di Yoko Shimomura. I primi due dischi sono dedicati al primo capitolo della serie e contengono i brani inalterati dalla prima versione della colonna sonora dell'episodio. I dischi dal 3 al 6 sono contenute le musiche provenienti da Kingdom Hearts II, provenienti dalla colonna sonora del capitolo e divisa non in due (come il precedente album) ma in quattro dischi. Il settimo e l'ottavo disco sono dedicati a Kingdom Hearts Re:Chain of Memories. Nel disco 9, infine, vi sono i brani bonus dei capitoli Kingdom Hearts Final Mix e Kingdom Hearts II Final Mix.

### Disco 1
1. Dearly Beloved – 1:13
2. Hikari -KINGDOM Orchestra Instrumental Version- (di Hikaru Utada, arrangiamento di Kaoru Wada) – 3:42
3. Hikari -PLANITb Remix- (Short Edit)/Simple and Clean -PLANITb Remix- (Short Edit) (di Hikaru Utada) – 2:31
4. Dive into the Heart -Destati- – 4:57
5. Destiny Islands – 1:49
6. Bustin' Up on the Beach – 2:01
7. Mickey Mouse Club March (di Jimmie Dodd) – 1:02
8. Treasured Memories – 1:45
9. Strange Whispers – 0:55
10. Kairi I – 1:19
11. It Began with a Letter – 1:32
12. A Walk in Andante – 1:18
13. Night of Fate – 2:06
14. Destiny's Force – 2:50
15. Where Is This? – 1:42
16. Traverse Town – 1:21
17. The Heartless Has Come – 0:54
18. Shrouding Dark Cloud – 2:15
19. Blast Away! -Gummi Ship I- – 1:50
20. Tricksy Clock – 0:38
21. Welcome to Wonderland – 1:53
22. To Our Surprise – 2:14
23. Turning the Key – 0:16
24. Olympus Coliseum – 2:08
25. Road to a Hero – 1:30
26. Go for It! – 2:05
27. No Time to Think – 0:33
28. Deep Jungle – 3:00
29. Having a Wild Time – 2:25
30. Holy Bananas! – 2:16
31. Squirming Evil – 1:54
32. Hand in Hand – 2:26
33. Kairi II – 1:02
34. Merlin's Magical House – 1:46
35. Winnie the Pooh (di Richard M. e Robert B. Sherman) – 2:28
36. Bounce-O-Rama – 1:48
37. Just an Itty Bitty Too Much – 0:40
38. Once Upon a Time – 0:21
39. Shipmeisters' Humoresque – 2:11
40. Precious Stars in the Sky – 1:08
41. Blast Away! -Gummi Ship II- – 1:50

Durata totale: 73:34

### Disco 2
1. A Day in Agrabah – 2:23
2. Arabian Dream – 2:04
3. Villains of a Sort – 1:32
4. A Very Small Wish – 2:16
5. Monstrous Monstro – 1:56
6. Friends in My Heart – 1:30
7. Under the Sea (di Alan Menken e Howard Ashman) – 1:54
8. An Adventure in Atlantica – 2:03
9. A Piece of Peace – 1:00
10. An Intense Situation – 0:48
11. The Deep End – 2:14
12. This is Halloween (di Danny Elfman) – 2:22
13. Spooks of Halloween Town – 2:14
14. Oopsy-Daisy – 0:21
15. Captain Hook's Pirate Ship – 2:06
16. Pirate's Gigue – 1:45
17. Never Land Sky – 1:26
18. Kairi III – 1:35
19. Blast Away! -Gummi Ship III- – 1:51
20. Hollow Bastion – 2:26
21. Scherzo Di Notte – 1:49
22. Forze Del Male – 3:38
23. HIKARI – KINGDOM HEARTS Instrumental Version (di Hikaru Utada) – 1:09
24. Miracle – 0:16
25. End of the World – 3:14
26. Fragments of Sorrow – 2:18
27. Guardando nel Buio – 4:24
28. Beyond the Door – 1:08
29. Always on My Mind – 1:47
30. Hikari/Simple and Clean (di Hikaru Utada) – 5:03
31. March Caprice for Piano and Orchestra (arrangiamento di Kaoru Wada) – 5:13
32. Hand in Hand -Reprise- – 0:55
33. Dearly Beloved -Reprise- – 1:20
34. Having a Wild Time -Previous Version- – 1:11
35. Destati – 2:55

Durata totale: 72:06

### Disco 3
1. Dearly Beloved – 4:18
2. Passion -KINGDOM Orchestra Instrumental Version- (di Hikaru Utada, arrangiamento di Kaoru Wada) – 3:43
3. Passion ~opening version~/Sanctuary ~opening version~ (di Hikaru Utada) – 4:25
4. Lazy Afternoons – 3:10
5. Sinister Sundown – 2:08
6. The Escapade – 2:03
7. Dive into the Heart -Destati- – 2:58
8. Fragments of Sorrow – 2:17
9. Tension Rising – 2:39
10. Kairi – 1:27
11. Missing You – 3:32
12. The 13th Struggle – 3:12
13. Roxas – 2:26
14. Sora – 2:22
15. The Afternoon Streets – 2:58
16. Working Together – 2:32
17. Friends in my Heart – 1:45
18. Magical Mystery – 1:41
19. A Twinkle in the Sky – 1:31
20. Reviving Hollow Bastion – 3:26
21. Scherzo Di Notte – 2:05
22. Laughter and Merriment – 1:54
23. Desire for All That Is Lost – 2:33
24. Organization XIII – 2:32

Durata totale: 63:37

### Disco 4
1. Gearing Up – 1:40
2. Shipmeisters' Shanty – 3:43
3. Blast Off! – 0:45
4. Asteroids Away! – 2:10
5. Crossing the Finish Line – 0:47
6. Waltz of the Damned – 2:06
7. Dance of the Daring – 1:52
8. Hesitation – 1:45
9. Dance to the Death – 2:48
10. Beauty and the Beast (di Alan Menken e Howard Ashman) – 0:47
11. The Home of Dragons – 2:46
12. Fields of Honor – 2:18
13. Apprehension – 2:00
14. Vim and Vigor – 2:32
15. Cloudchasers – 2:50
16. Olympus Coliseum – 2:50
17. Road to a Hero – 1:53
18. The Underworld – 2:24
19. What Lies Beneath – 2:17
20. Villains of a Sort – 1:13
21. Beneath the Ground – 1:48
22. Rowdy Rumble – 2:38
23. Mickey Mouse Club March – 2:05
24. A Walk in Andante – 1:45
25. Monochrome Dreams – 1:48
26. Old Friends, Old Rivals – 1:33
27. Floating in Bliss – 2:25
28. Winnie the Pooh (di Richard M. e Robert B. Sherman) – 2:31
29. Bounce-O-Rama – 1:54
30. Bounce-O-Rama (Speed up ver.) – 3:01

Durata totale: 62:54

### Disco 5
1. Isn't It Lovely? – 2:53
2. Let's Sing and Dance! – 0:30
3. Swim This Way – 2:21
4. Part of Your World (musica di Alan Menken, testo di Howard Ashman) – 1:47
5. Under the Sea (musica di Alan Menken, testo di Howard Ashman) – 2:06
6. Ursula's Revenge – 2:17
7. A New Day is Dawning – 2:10
8. Any Time Any Place – 0:18
9. Nights of the Cursed – 3:40
10. He's a Pirate (di Klaus Badelt, Geoff Zanelli, e Hans Zimmer) – 2:38
11. The Corrupted – 2:11
12. Hazardous Highway – 2:01
13. A Day in Agrabah – 2:46
14. Arabian Dream – 2:38
15. Arabian Daydream – 2:32
16. This is Halloween (music by Danny Elfman) – 2:27
17. Spooks of Halloween Town – 2:16
18. Adventures in the Savannah – 3:02
19. Savannah Pride – 2:23
20. The Encounter – 2:55
21. Space Paranoids – 3:11
22. Byte Bashing – 2:20
23. Byte Striking – 2:07
24. Sinister Shadows – 2:03
25. The 13th Dilemma – 3:34

Durata totale: 59:06

### Disco 6
1. Showdown at Hollow Bastion – 0:48
2. One-Winged Angel (from FINAL FANTASY VII) (di Nobuo Uematsu) – 3:47
3. Battleship Bravery – 1:59
4. Sacred Moon – 3:47
5. Deep Dive – 2:53
6. Riku – 2:11
7. Courage – 1:22
8. Disappeared – 4:01
9. A Fight to the Death – 3:35
10. Darkness of the Unknown – 7:49
11. Passion ~after the battle~/Sanctuary ~after the battle~ (di Hikaru Utada) – 5:59
12. Fantasia alla Marcia for piano, chorus and orchestra – 7:47
13. Destiny Islands – 1:11
14. Hand in Hand – 0:39
15. Sunset Horizons – 1:31
16. Dearly Beloved -Reprise- – 2:43

Durata totale: 52:02

### Disco 7
1. Dearly Beloved – 2:22
2. Memories in Pieces – 1:54
3. Traverse Town – 1:28
4. Hand in Hand – 2:41
5. Just Wondering – 1:14
6. Struggle Away – 2:15
7. Welcome to Wonderland – 2:05
8. To Our Surprise – 2:24
9. Piccolo Resto – 1:20
10. Olympus Coliseum – 2:17
11. Go for It! – 2:16
12. Disquieting – 1:54
13. The Fight for My Friends – 2:57
14. A Day in Agrabah – 2:17
15. Arabian Dream – 2:13
16. A Very Small Wish – 2:22
17. Monstrous Monstro – 2:03
18. La Pace – 1:29
19. This is Halloween (di Danny Elfman) – 2:32
20. Spooks of Halloween Town – 2:22
21. The 13th Floor – 1:47
22. Under the Sea (di Alan Menken e Howard Ashman) – 2:06
23. An Adventure In Atlantica – 2:10
24. Face It! – 1:06
25. The Force in You – 2:12

Durata totale: 51:46

### Disco 8
1. Captain Hook's Pirate Ship – 2:16
2. Pirate's Gigue – 1:57
3. Scent of Silence – 1:57
4. Hollow Bastion – 2:32
5. Scherzo Di Notte – 2:01
6. Revenge of Chaos – 2:17
7. Winnie the Pooh (di Richard M. e Robert B. Sherman) – 2:32
8. March-A-Long – 2:28
9. Dash-A-Long – 2:19
10. Thirteenth Discretion – 1:12
11. The 13th Struggle – 2:29
12. Lazy Afternoons – 3:19
13. Sinister Sundown – 2:13
14. Destiny Islands – 2:40
15. Night of Fate – 2:31
16. Naminé – 2:15
17. Castle Oblivion – 3:23
18. Forgotten Challenge – 2:29
19. Graceful Assassin – 2:38
20. Scythe of Petals – 3:16
21. Lord of the Castle – 4:33

Durata totale: 53:17

### Disco 9
1. One-Winged Angel (from FINAL FANTASY VII) (di Nobuo Uematsu) – 3:52
2. A Night on Bald Mountain (di Modest Petrovič Musorgskij) – 4:07
3. Disappeared – 3:56
4. Another Side – 2:42
5. What A Surprise?! – 2:42
6. Happy Holidays! – 2:30
7. The 13th Reflection – 3:46
8. Cavern of Remembrance – 3:25
9. Deep Anxiety – 2:15
10. The Other Promise – 4:36
11. Rage Awakened – 3:44
12. Fate of the Unknown – 3:26

Durata totale: 41:01

## Piano Collections Kingdom Hearts
Quest'opera è una raccolta di brani dei capitoli di Kingdom Hearts, scelti dai membri del sito di Square Enix dedicato alla musica e riarrangiati al pianoforte da Kaoru Wada. Il 2 aprile 2009 a Tokyo si è svolto un mini concerto per un'anteprima dell'album, insieme ad una descrizione dell'album da parte della compositrice Yōko Shimomura. I brani sono eseguiti da Takehiko Yamada, Hiroyuki Nakayama e Miwa Sato, e le tracce dalla 5 all'8 formano la cosiddetta "Sonata sui Temi di Kingdom Hearts".

### Tracce
1. Dearly Beloved – 2:35
2. Traverse Town – 3:37
3. Hand in Hand – 2:48
4. Missing You ~ Naminé – 4:39
5. 1st Mov.: Sora – Allegro con brio – 4:18
6. 2nd Mov.: Kairi – Andante sostenuto – 3:04
7. 3rd Mov.: Riku – Scherzo e Intermezzo – 4:27
8. Finale: Working Together – Allegro vivace – 3:31
9. The 13th Side – 4:16
10. Roxas – 2:36
11. The Other Promise – 4:40
12. Concert Paraphrase on "Dearly Beloved" – 4:06

Durata totale: 44:37

## Piano Collections Kingdom Hearts Field & Battle
Piano Collections Kingdom Hearts Field & Battle è la seconda raccolta di musiche del videogioco riarrangiate al pianoforte da Sachiko Miyano e Natsumi Kameoka. Diversamente dal primo, che raccoglieva i temi dei personaggi principali e le musiche più importanti, questa si concentra sui brani delle battaglie (come da titolo dell'album). I brani sono eseguiti da Sachiko Miyano e Natsumi Kameoka.

### Tracce
1. Scherzo Caprice on a Theme of Never Land – 3:49
2. Sinister Sundown – 3:16
3. Wonderland's Surprises – 4:12
4. Lazy Afternoons – 4:10
5. Night of Fate – 4:03
6. A Very Small Wish – Monstrous Monstro – 3:49
7. Hollow Bastion – 3:53
8. Medley of Conflict – 4:19
9. Musique pour la tristesse de Xion – 5:35

Durata totale: 37:06

## Kingdom Hearts Birth by Sleep & 358/2 Days Original Soundtrack
Kingdom Hearts Birth by Sleep & 358/2 Days Original Soundtrack è la colonna sonora ufficiale di Kingdom Hearts Birth by Sleep, Kingdom Hearts 358/2 Days e (sebbene non sia citato nel titolo) Kingdom Hearts Re:Coded. I primi due CD contengono la colonna sonora di Birth by Sleep, l'ultimo contiene quella di 358/2 Days, Re:Coded e le tracce aggiuntive di Birth by Sleep Final Mix. È stato pubblicato in Giappone il 2 febbraio 2011.

### Disco 1
1. Dearly Beloved – 5:24
2. The Key of Light – 2:28
3. The Promised Beginning – 3:06
4. Future Masters – 2:29
5. Shaded Truths – 2:52
6. Tears of the Light – 3:19
7. Terra – 1:40
8. Xehanort – 2:10
9. The Worlds – 2:05
10. The Secret Whispers – 3:26
11. Risky Romp – 2:31
12. Innocent Times – 1:14
13. Drops of Poison – 2:27
14. Bibbidi-Bobbidi-Boo (di Al Hoffman e Mack David) – 2:01
15. Castle Escapade – 1:59
16. Peaceful Hearts – 1:45
17. Extreme Encounters – 2:44
18. Dearly Dreams – 3:06
19. Dice and Shine – 2:04
20. Unforgettable – 3:14
21. The Silent Forest – 2:48
22. The Rustling Forest – 2:12
23. The Tumbling – 3:15
24. Ventus – 3:06
25. Enter the Darkness – 4:44
26. Radiant Garden – 3:23
27. Black Garden – 2:19
28. Black Powder – 2:43

Durata totale: 76:34

### Disco 2
1. Eternal Moments – 3:30
2. Mickey Mouse March (di Jimmie Dodd) – 2:07
3. Up Down Adventure – 2:53
4. Hero or Heel? – 1:31
5. It's a Small World (di Richard M. e Robert B. Sherman) – 2:24
6. Dessert★Paradise – 1:58
7. Fresh Fruits Balls – 2:26
8. Go! Go! Rumble Racer – 2:33
9. Big Race – 1:00
10. Cheers for the Brave – 2:17
11. A Date with Fate – 2:18
12. Hau'oli, Hau'oli – 2:38
13. Màkaukau? – 2:49
14. Daydream upon Neverland – 3:13
15. Neverland's Scherzo – 3:01
16. Keyblade Graveyard Horizon – 2:55
17. Unbreakable Chains – 5:21
18. The Key of Darkness – 2:37
19. Rage Awakened -The Origin- – 3:32
20. Aqua – 2:52
21. Dismiss – 4:38
22. The Key – 2:40
23. Enter the Void – 5:07
24. Destiny's Union – 2:44
25. Birth by Sleep -A Link to the Future- – 7:30

Durata totale: 76:34

### Disco 3
1. Dearly Beloved – 2:55
2. Results and Rewards – 0:56
3. Mystic Moon – 3:40
4. Critical Drive – 2:56
5. Sacred Moon – 3:13
6. Musique pour la tristesse de Xion – 3:59
7. Xemnas – 2:26
8. Secret of Neverland – 1:54
9. Crossing to Neverland – 2:18
10. At Dusk, I Will Think of You... – 4:00
11. Fight and Away – 2:17
12. Vector to the Heavens – 3:51
13. Another Side -Battle Ver.- – 3:02
14. Dearly Beloved – 2:57
15. On the Debug!! – 0:46
16. Wonder of Electron – 2:21
17. No More Bugs!! – 3:18
18. Wonder of Electron -Bug Ver.- – 2:20
19. No More Bugs!! -Bug Ver.- – 3:17
20. Pretty Pretty Abilities – 3:03
21. Dark Impetus – 4:55
22. Monstrous Monstro -Arena Ver.- – 2:08
23. Night in the Dark Dream – 3:22
24. Night of Tragedy – 1:58
25. Hunter of the Dark – 2:50
26. Master, Tell Me the Truth – 3:00
27. Forze dell'Oscurità – 5:04

Durata totale: 78:46

## Kingdom Hearts: Dream Drop Distance Original Soundtrack
Kingdom Hearts: Dream Drop Distance Original Soundtrack è la colonna sonora originale di Kingdom Hearts 3D: Dream Drop Distance, e marca il ritorno di Tsuyoshi Skito e Takehari Ishimoto a comporre al fianco di Yoko Shimomura. È stato pubblicato in Giappone il 18 aprile 2012.

### Disco 1
1. Dearly Beloved (arrangiamento di Kaoru Wada) – 2:43
2. Storm Diver – 2:38
3. TWISTER -KINGDOM MIX- (di Stephanie) – 4:49
4. Traverse in Trance – 4:55
5. Hand to Hand – 2:32
6. Dream Eaters – 2:59
7. CALLING -KINGDOM MIX- – 4:05
8. UNTAMABLE (di OLIVIA) – 3:26
9. SOMEDAY -KINGDOM MIX- (di Stephanie) – 4:54
10. The World of Dream Drops – 2:22
11. Le Sanctuaire – 3:05
12. La Cloche – 3:37
13. Sweet Spirits – 1:33
14. Majestic Wings – 3:47
15. Ever After – 2:18
16. Wild Blue – 2:55

Durata totale: 52:38

### Disco 2
1. Access the Grid – 4:34
2. Digital Domination – 6:31
3. The Nightmare – 3:12
4. Rinzler Recompiled – 3:24
5. Keyblade Cycle – 4:55
6. Gigabyte Mantis – 3:46
7. The Fun Fair – 3:32
8. Prankster's Party – 2:18
9. Broken Reality – 2:18
10. Ice-hot Lobster – 3:15
11. The Dream – 2:03
12. Ready to Rush – 1:43
13. Dream Matchup – 4:22
14. One for All – 2:56
15. All for One – 2:51
16. The Flick Finalist – 2:49
17. Victor's Pride – 1:29
18. Xigbar – 1:49
19. Distant from You... – 4:46
20. Sacred Distance – 3:46
21. Deep Drop – 3:35

Durata totale: 69:54

### Disco 3
1. L'Oscurità dell'Ignoto – 4:34
2. Xehanort – The Early Years – 2:10
3. The Dread of Night – 3:39
4. L'Eminenza Oscura I – 4:12
5. L'Eminenza Oscura II – 4:21
6. L'Impeto Oscuro – 4:58
7. My Heart's Descent – 3:03
8. The Eye of Darkness – 3:18
9. Link to All – 2:38
10. Sora – 2:30
11. Dream Drop Distance -The Next Awakening- (arrangiamento di Kaoru Wada) – 8:57
12. Symphony No. 6 "Pastoral" Op. 6 (di Ludwig van Beethoven) – 9:09
13. L'Apprenti Sorcier (di Paul Dukas) – 10:58
14. The Nutcracker Suite Op. 7 (di Pëtr Il'ič Čajkovskij) – 9:57
15. A Night on Bald Mountain (di Modest Petrovič Musorgskij) – 4:19

Durata totale: 78:43

## Kingdom Hearts 10th Anniversary Fan Selection -Melodies & Memories-
Kingdom Hearts 10th Anniversary Fan Selection -Melodies & Memories- è una selezione di alcune tracce della colonna sonora di ogni gioco della serie uscito fino ad allora che la Square Enix, per celebrare il decimo anniversario della saga, ha fatto scegliere ai fan mediante il proprio sito e che ha in seguito inserito in uno speciale cofanetto a doppio CD. La raccolta è stata pubblicata in Giappone il 19 settembre 2012.

### Disco 1
1. Dearly Beloved (da Kingdom Hearts) – 1:13
2. Hikari -KINGDOM Orchestra Instrumental Version- (di Hikaru Utada, arrangiamento di Kaoru Wada; da Kingdom Hearts) – 3:42
3. Destati (da Kingdom Hearts) – 2:55
4. Traverse Town (da Kingdom Hearts) – 1:21
5. Hand in Hand (da Kingdom Hearts) – 2:26
6. Kairi I (da Kingdom Hearts) – 1:19
7. Hollow Bastion (from Kingdom Hearts) – 2:26
8. Always on My Mind (da Kingdom Hearts) – 1:47
9. Another Side (da Kingdom Hearts Final Mix) – 2:39
10. Naminé (da Kingdom Hearts Re:Chain of Memories) – 2:15
11. Lord of the Castle (da Kingdom Hearts Re:Chain of Memories) – 4:33
12. Dearly Beloved (da Kingdom Hearts II) – 2:22
13. Passion -KINGDOM Orchestra Instrumental Version- (di Hikaru Utada, arrangiamento di Kaoru Wada; da Kingdom Hearts II) – 3:41
14. Passion ~opening version~ (di Utada Hikaru; da Kingdom Hearts II) – 4:26
15. Lazy Afternoons (da Kingdom Hearts II) – 1:40
16. Missing You (da Kingdom Hearts II) – 1:53
17. The 13th Struggle (da Kingdom Hearts II) – 1:44
18. Roxas (da Kingdom Hearts II) – 1:18
19. Sora (da Kingdom Hearts II) – 1:29
20. Organization XIII (da Kingdom Hearts II) – 1:22
21. The 13th Reflection (da Kingdom Hearts II Final Mix) – 3:46
22. The Other Promise (da Kingdom Hearts II Final Mix) – 4:36
23. Riku (da Kingdom Hearts II) – 1:16
24. Darkness of the Unknown (da Kingdom Hearts II) – 4:36
25. Rage Awakened (da Kingdom Hearts II Final Mix) – 3:44
26. Fate of the Unknown (da Kingdom Hearts II Final Mix) – 3:26

Durata totale: 67:55

### Disco 2
1. Dearly Beloved (da Kingdom Hearts 358/2 Days) – 2:55
2. Musique pour la tristesse de Xion (da Kingdom Hearts 358/2 Days) – 3:59
3. At Dusk, I Will Think of You... (da Kingdom Hearts 358/2 Days) – 4:00
4. Vector to the Heavens (da Kingdom Hearts 358/2 Days) – 3:51
5. Another Side -Battle Ver.- (da Kingdom Hearts 358/2 Days) – 3:02
6. Dearly Beloved (da Kingdom Hearts Birth by Sleep) – 5:24
7. Terra (da Kingdom Hearts Birth by Sleep) – 1:40
8. Ventus (da Kingdom Hearts Birth by Sleep) – 3:06
9. Enter the Darkness (da Kingdom Hearts Birth by Sleep) – 4:44
10. Aqua (da Kingdom Hearts Birth by Sleep) – 2:52
11. Dismiss (da Kingdom Hearts Birth by Sleep) – 4:38
12. Dark Impetus (da Kingdom Hearts Birth by Sleep Final Mix) – 4:55
13. Dearly Beloved (arrangiamento di Kaoru Wada; da Kingdom Hearts 3D: Dream Drop Distance) – 2:43
14. TWISTER -KINGDOM MIX- (di Takeharu Ishimoto; da Kingdom Hearts 3D: Dream Drop Distance) – 4:50
15. L'Oscurità dell'Ignoto (da Kingdom Hearts 3D: Dream Drop Distance) – 4:34
16. L'Impeto Oscuro (da Kingdom Hearts 3D: Dream Drop Distance) – 4:58
17. Link to All (da Kingdom Hearts 3D: Dream Drop Distance) – 2:38
18. Hikari (di Hikaru Utada; da Kingdom Hearts) – 5:03
19. Fantasia alla Marcia for piano, chorus, and orchestra (arrangiamento di Kaoru Wada; da Kingdom Hearts II) – 7:45
20. Twinkle Twinkle Holidays (da drammatica -The Very Best of Yoko Shimomura-) – 2:47

Durata totale: 80:24

## Kingdom Hearts HD 1.5 & 2.5 ReMIX Original Soundtrack Box
Kingdom Hearts HD 1.5 & 2.5 ReMIX Original Soundtrack Box è una versione speciale limitata contenente la colonna sonora delle due remaster Kingdom Hearts HD 1.5 ReMIX e Kingdom Hearts HD 2.5 ReMIX. Nei dischi è presente una colonna sonora completamente riarrangiata e suonata da una orchestra in sala di registrazione, mostrando una qualità audio notevolmente superiore a differenza delle tracce audio dei giochi originali, che invece vennero composte nella loro quasi totalità con un'orchestra digitale. La raccolta è stata distribuita in Giappone e Stati Uniti il 26 novembre 2012 ed in Europa il 15 dicembre dello stesso anno assieme alle singole raccolte delle rispettive remaster, denominate Kingdom Hearts HD 1.5 ReMIX Original Soundtrack e Kingdom Hearts HD 2.5 ReMIX Original Soundtrack.

### Kingdom Hearts HD 1.5 ReMIX Original Soundtrack

#### Disco 1
1. Dearly Beloved – 1:13
2. Hikari -KINGDOM Orchestra Instrumental Version- (di Utada Hikaru, arrangiamento di Kaoru Wada) – 3:41
3. Hikari -PLANITb Remix- (Short Edit)/Simple and Clean -PLANITb Remix- (Short Edit) (di Utada Hikaru) – 2:31
4. Dive into the Heart -Destati- – 4:57
5. Destiny Islands – 1:50
6. Bustin' Up on the Beach – 2:02
7. Mickey Mouse Club March (di Jimmie Dodd) – 1:03
8. Treasured Memories – 1:46
9. Strange Whispers – 0:56
10. Kairi I – 1:20
11. It Began with a Letter – 1:33
12. A Walk in Andante – 1:20
13. Night of Fate – 2:08
14. Destiny's Force – 2:51
15. Where Is This? – 1:43
16. Traverse Town – 1:22
17. The Heartless Has Come – 0:57
18. Shrouding Dark Cloud – 2:16
19. Blast Away! -Gummi Ship I- – 1:50
20. Tricksy Clock – 0:39
21. Welcome to Wonderland – 1:53
22. To Our Surprise – 2:15
23. Turning the Key – 0:17
24. Olympus Coliseum – 2:10
25. Road to a Hero – 1:31
26. Go for It! – 2:06
27. No Time to Think – 0:34
28. Deep Jungle – 3:01
29. Having a Wild Time – 2:26
30. Holy Bananas! – 2:17
31. Squirming Evil – 1:56
32. Hand in Hand – 2:26
33. Kairi II – 1:04
34. Merlin's Magical House – 1:47
35. Winnie the Pooh (di Richard M. e Robert B. Sherman) – 2:29
36. Bounce-O-Rama – 1:50
37. Just an Itty Bitty Too Much – 0:41
38. Once Upon a Time – 0:21
39. Shipmeisters' Humoresque – 2:11
40. Precious Stars in the Sky – 1:10
41. Blast Away! -Gummi Ship II- – 1:51

Durata totale: 74:14

#### Disco 2
1. A Day in Agrabah – 2:24
2. Arabian Dream – 2:04
3. Villains of a Sort – 1:33
4. A Very Small Wish – 2:17
5. Monstrous Monstro – 1:57
6. Friends in My Heart – 1:32
7. Under the Sea (musica di Alan Menken, testo di Howard Ashman) – 1:55
8. An Adventure in Atlantica – 2:03
9. A Piece of Peace – 1:00
10. An Intense Situation – 0:49
11. The Deep End – 2:15
12. This is Halloween (di Danny Elfman) – 2:25
13. Spooks of Halloween Town – 2:14
14. Oopsy-Daisy – 0:22
15. Captain Hook's Pirate Ship – 2:07
16. Pirate's Gigue – 1:46
17. Never Land Sky – 1:27
18. Kairi III – 1:36
19. Blast Away! -Gummi Ship III- – 1:51
20. Hollow Bastion – 2:27
21. Scherzo Di Notte – 1:50
22. Forze del Male – 3:39
23. HIKARI -KINGDOM HEARTS Instrumental Version- (di Utada Hikaru) – 1:11
24. Miracle – 0:17
25. One-Winged Angel (from FINAL FANTASY VII) (di Nobuo Uematsu) – 3:52
26. End of the World – 3:14
27. Fragments of Sorrow – 2:20
28. A night on the Bare Mountain (Modest Petrovič Musorgskij) – 4:06
29. Guardando nel Buio – 4:26
30. Beyond the Door – 1:09
31. Always on My Mind – 1:49
32. Hikari/Simple and Clean (di Utada Hikaru) – 5:03
33. March Caprice for Piano and Orchestra (arrangiamento di Kaoru Wada) – 5:13

Durata totale: 74:13

#### Disco 3
1. Disappeared – 3:55
2. Another Side – 2:40
3. Hand in Hand -Reprise- – 0:56
4. Dearly Beloved -Reprise- – 1:19
5. Having a Wild Time -Previous Version- – 1:10
6. Destati – 2:53
7. Lord of the Castle – 4:35
8. Dearly Beloved – 2:54
9. Musique pour la tristesse de Xion – 3:57
10. At Dusk, I Will Think of You... – 3:59
11. Vector to the Heavens – 3:48
12. Another Side -Battle Ver.- – 3:00

Durata totale: 35:06

### Kingdom Hearts HD 2.5 ReMIX Original Soundtrack

#### Disco 1
1. Dearly Beloved – 4:19
2. Passion -KINGDOM Orchestra Instrumental Version- (di Hikaru Utada, arrangiamento di Kaoru Wada) – 3:42
3. Passion ~opening version~ (di Hikaru Utada) – 3:12
4. Lazy Afternoons – 3:12
5. Sinister Sundown – 2:09
6. The Escapade – 2:04
7. Dive into the Heart -Destati- – 3:00
8. Fragments of Sorrow – 2:18
9. Tension Rising – 2:40
10. Kairi – 1:28
11. Missing You – 3:33
12. The 13th Struggle – 3:13
13. Roxas – 2:27
14. Sora – 2:23
15. The Afternoon Streets – 2:59
16. Working Together – 2:33
17. Friends in My Heart – 1:46
18. Magical Mystery – 1:41
19. A Twinkle in the Sky – 1:33
20. Reviving Hollow Bastion – 3:27
21. Scherzo Di Notte – 2:06
22. Laughter and Merriment – 1:55
23. Desire for All That is Lost – 2:34
24. Organization XIII – 2:34

Durata totale: 62:48

#### Disco 2
1. Gearing Up – 1:41
2. Shipmeisters' Shanty – 3:41
3. Blast Off! – 0:45
4. Asteroid Attack – 2:10
5. Crossing the Finish Line – 0:48
6. Waltz of the Damned – 2:07
7. Dance of the Daring – 1:54
8. Hesitation – 1:46
9. Dance to the Death – 2:49
10. Beauty and the Beast (di Alan Menken e Howard Ashman) – 0:46
11. The Home of Dragons – 2:46
12. Fields of Honor – 2:20
13. Apprehension – 2:02
14. Vim and Vigor – 2:33
15. Cloudchasers – 2:51
16. Olympus Coliseum – 2:51
17. Road to a Hero – 1:52
18. The Underworld – 2:26
19. What Lies Beneath – 2:18
20. Villains of a Sort – 1:14
21. Beneath the Ground – 1:46
22. Rowdy Rumble – 2:39
23. Mickey Mouse Club March (di Jimmie Dodd) – 2:07
24. A Walk in Andante – 1:46
25. Monochrome Dreams – 1:49
26. Old Friends, Old Rivals – 1:34
27. Floating In Bliss – 2:27
28. Winnie the Pooh (di Richard M. e Robert B. Sherman) – 2:32
29. Bounce-O-Rama – 1:55
30. Bounce-O-Rama (Speed up ver.) – 3:04

Durata totale: 63:19

#### Disco 3
1. Isn't It Lovely? – 2:53
2. Let's Sing and Dance! – 0:30
3. Swim This Way – 2:21
4. Part of Your World (musica di Alan Menken, testo di Howard Ashman) – 1:46
5. Under the Sea (musica di Alan Menken, testo di Howard Ashman) – 2:04
6. Ursula's Revenge – 2:16
7. A New Day is Dawning – 2:13
8. Any Time Any Place – 0:18
9. Nights of the Cursed – 3:41
10. He's a Pirate (di Klaus Badelt, Geoff Zanelli, e Hans Zimmer) – 2:40
11. The Corrupted – 2:12
12. Hazardous Highway – 2:03
13. A Day in Agrabah – 2:47
14. Arabian Dream – 2:39
15. Arabian Dayream – 2:33
16. This is Halloween (di Danny Elfman) – 2:28
17. Spooks of Halloween Town – 2:18
18. What A Surprise?! – 2:43
19. Happy Holidays! – 2:31
20. Adventures in the Savannah – 3:02
21. Savannah Pride – 2:24
22. The Encounter – 2:56
23. Space Paranoids – 3:13
24. Byte Bashing – 2:21
25. Byte Striking – 2:08
26. Cavern of Remembrance – 3:26
27. Deep Anxiety – 2:16
28. The 13th Reflection – 3:47
29. Sinister Shadows – 2:04
30. The 13th Dilemma – 3:37

Durata totale: 74:10

#### Disco 4
1. Showdown at Hollow Bastion – 0:47
2. One-Winged Angel (from FINAL FANTASY VII) (di Nobuo Uematsu) – 3:38
3. Battleship Bravery – 2:00
4. Sacred Moon – 3:48
5. Deep Dive – 2:55
6. The Other Promise – 4:37
7. Riku – 2:12
8. Courage – 1:23
9. Disappeared – 4:02
10. A Fight to the Death – 3:36
11. Darkness of the Unknown – 47:50
12. Passion ~after the battle~ (di Utada Hikaru) – 6:00
13. Fantasia alla Marcia for piano, chorus, and orchestra (arrangiamento di Kaoru Wada) – 7:46
14. Destiny Islands – 1:11
15. Hand in Hand – 0:39
16. Sunset Horizons – 1:30
17. Dearly Beloved -Reprise- – 2:46
18. Rage Awakened – 3:46
19. Fate of the Unknown – 3:27
20. Keyblade Graveyard Horizon – 2:53
21. Dismiss – 4:36

Durata totale: 111:22

## Kingdom Hearts Tribute Album
Kingdom Hearts Tribute Album è (come dice il nome) uno speciale album omaggio nel quale sono state inserite dieci cover/remix fatte da dieci artisti o gruppi giapponesi di alcune delle più caratteristiche musiche della serie. È stato distribuito in Giappone il 25 marzo 2015.

### Tracce
1. Dearly Beloved (feat. 末光篤 (Suemitsu & The Suemith), musiche di Yoko Shimomura) – 3:55
2. Sora~Riku~Kairi (feat. jizue, musiche di Yoko Shimomura) – 2:40
3. A Piece of Peace~Under the Sea~Traverse Town (feat. カワイヒデヒロ (fox capture plan), musiche di Yoko Shimomura e Alan Menken) – 0:56
4. Traverse Town (feat. Jimanica, musiche di Yoko Shimomura) – 1:19
5. Always on My Mind (feat. Vampillia, musiche di Yoko Shimomura) – 1:10
6. Bustin' Up on the Beach~Shrouding Dark Cloud~Guardando nel Buio (feat. 牧歌電子 (BOKKADENcI), musiche di Yoko Shimomura) – 2:53
7. Dearly Beloved~Hollow Bastion~Hand in Hand~Always on My Mind (feat. SOREMONSTER, musiche di Yoko Shimomura) – 4:35
8. Rage Awakened (feat. 滝善充 (9mm Parabellum Bullet), musiche di Yoko Shimomura) – 2:54
9. The 13th Struggle (feat. Marmalade butcher, musiche di Yoko Shimomura) – 3:57
10. March Caprice for Piano and Orchestra (feat. RIZM DEVICE, musiche di Yoko Shimomura) – 3:59

Durata totale: 28:18

## Kingdom Hearts Orchestra -World Tour- Album
Kingdom Hearts Orchestra -World Tour- Album è l'album contenente i brani eseguiti durante i concerti del tour mondiale della Kingdom Hearts Orchestra in occasione del 15º anniversario della serie. Il disco inizialmente era venduto esclusivamente in loco ad ogni concerto assieme a tutto il resto della mercanzia dell'evento.

### Tracce
1. Dearly Beloved – 4:10
2. Destati – 3:22
3. Treasured Memories – 4:01
4. The World of Kingdom Hearts – 9:58
5. Fate of the Unknown – 3:29
6. Threats of the Land: Kingdom Hearts Battle Medley – 8:11
7. Heroes and Heroines: Characters' Medley – 12:31
8. Vector to the Heavens – 5:45
9. Wave of Darkness – 3:11
10. Daybreak Town: The Heart of χ – 4:04
11. The Other Promise – 5:13
12. Let Darkness Assemble: Final Boss Battle Medley – 7:57

Durata totale: 71:52

## Kingdom Hearts Concert -First Breath- Album
Kingdom Hearts Concert -First Breath- Album è l'album contenente i brani eseguiti nei concerti tenutisi in Giappone in occasione del 15º anniversario della saga nonché come introduzione al Kingdom Hearts Orchestra -World Tour-. Le tracce sono state eseguite dalla Osaka Shion Wind Orchestra.

### Tracce
1. Destati – 3:25
2. Dearly Beloved – 4:41
3. Traverse Town – 3:03
4. Hand in Hand – 2:53
5. Journey of KINGDOM HEARTS – 9:30
6. Lazy Afternoons – 4:11
7. The Other Promise – 5:13
8. Another Side – 2:57
9. Gearing Up~Shipmeisters' Shanty~Blast Off! – 3:47
10. Destiny's Union – 3:22
11. The Unknown – 5:40
12. Musique pour la Tristesse de Xion – 4:39
13. The Power of Darkness – 9:12
14. March Caprice for Piano & Orchestra – 5:22

Durata totale: 67:55

## Kingdom Hearts Orchestra -World of Tres- Album
Kingdom Hearts Orchestra -World of Tres- Album è l'album contenente i brani eseguiti nei concerti del tour mondiale della Kingdom Hearts Orchestra per celebrare l'uscita di Kingdom Hearts III e la conclusione della saga di Xehanort. Il disco presenta solo alcuni dei brani del concerto: quattro dei riarrangiamenti dei temi più importanti dei precedenti giochi della serie più quelli delle tracce di Kingdom Hearts III, riarrangiati da compositori quali Sachiko Miyano e Natsumi Kameoka che hanno collaborato con la Shimomura alla realizzazione della colonna sonora di alcuni dei capitoli. Il disco attualmente è venduto esclusivamente in loco ai concerti così come il resto della mercanzia dell'evento.

### Tracce
1. Dearly Beloved from KINGDOM HEARTS III – 2:34
2. Music from KINGDOM HEARTS – 5:02
3. Music from KINGDOM HEARTS II – 6:05
4. Music from 358/2 Days – 5:32
5. Music from Birth by Sleep – 6:26
6. Symphonic Suite: The Worlds of Tres I -Of Gods and Toys- – 10:15
7. Symphonic Suite: The Worlds of Tres II -Tangled with Scares- – 5:33
8. Symphonic Suite: The Worlds of Tres III -A Frozen Fracas- – 6:21
9. Symphonic Suite: The Worlds of Tres IV -A Pirate's Tale- – 7:04
10. Symphonic Suite: The Worlds of Tres V -A Hero's Journey- – 10:19
11. Overture to the Decisive Battle – 9:08

Durata totale: 74:19